# لينا فالتر
لينا فالتر Lina Walther (اسمها الأصلي هنريته كارولينه فريدريكه مولر؛ ولدت في 10 أكتوبر 1824 في إرفورت – وماتت في 12 نوفمبر 1907 في فيرنيجيروده) هي كاتبة ألمانية.
نشأت في إرفورت وكان أبوها هو اللاهوتي يوهان فريدريش مولر الذي عمل مسشتارا في مجمع الكرادلة لدى الحكومة البروسية في إرفورت، ثم واعظا منذ عام 1843 في كاتدرائية ماجديبورج. وبعد زواجها بالقس فالتر عام 1855 تسميت باسم لينا فالتر. وحين عين زوجها قسيسا في زيهاوزن قرب ماجديبورج، انتقلت معه إلى هناك وصارت بذلك قريبة من والدها. قضت آخر أيامها مع زوجها في فيرنيجيروده الذي مات قبلها بسنوات عديدة.

## من أعمالها
- ذكريات من حياة فيلهلم أبون 1885
- السيدة ماركيز، لوحة زمنية من ماضي ماضي إرفورت 1892
- من فترة شبابي 1901
- الجد الأكبر مولر 1904